# 博諾姆鎮區 (密蘇里州聖路易斯縣)
博諾姆鎮區（英語：Bonhomme Township）是位於美國密蘇里州聖路易斯縣的一個行政鎮區。

## 地方資料
博諾姆鎮區的面積為48.94平方千米，當中陸地面積為47.83平方千米，而水域面積為0.11平方千米。根據2020年美國人口普查的數據，當地共有人口38053人，而人口密度為每平方千米777.54人。